# Euphyllodromia obscura
Euphyllodromia obscura är en kackerlacksart som först beskrevs av Henri Saussure 1873.  Euphyllodromia obscura ingår i släktet Euphyllodromia och familjen småkackerlackor. Inga underarter finns listade i Catalogue of Life.